# Bocana de Paiwas
Bocana de Paiwas (Paiwas mynning) är huvudorten i kommunen Paiwas i centrala Nicaragua. Den ligger där floden Río Paiwas mynnar ut i Río Grande de Matagalpa. Antalet invånare är 1 022 (2005).

## Barrios
Bocana de Paiwas har fyra barrios. Ortens centrala delar ligger i Carlos Fonseca med  415 invånare (2005). Vid standen nedströms längs Río Grande de Matagalpa sträcker sig Benicio Herrera med 419 invånare. Vid stranden uppströms längs Río Paiwas ligger Miguel Ángel Padilla med 116 invånare. Norr om centrum hittar man Carmen Mendieta med 72 invånare.